# Slag bij Averasborough
De Slag bij Averasborough vond plaats op 16 maart 1865 in Harnett County en Cumberland County, North Carolina tijdens de Amerikaanse Burgeroorlog. Deze slag maakt deel van de Carolina's-veldtocht. Drie dagen later, op 19 maart 1865, zal de Slag bij Bentonville plaats grijpen.
De Noordelijke generaal-majoor William T. Sherman zette zijn opmars in noordelijke richting verder naar Goldsboro. Hij had zijn legers in twee delen gesplitst. De rechter colonne Army of Tennessee die onder leiding stond van generaal-majoor Oliver Otis Howard en de linker colonne Army of Georgia die onder bevel stond van generaal-majoor Henry S. Slocum. Generaal Joseph E. Johnston greep zijn kans. Hij stuurde luitenant-generaal William J. Hardee's korps vooruit om de linkerflank van Slocum aan te vallen, terwijl Slocum gescheiden was van de andere colonne van Sherman’s troepen. Slocum's eenheden staken de Cape Fear rivier over nabij Averasborough. Daar stuitten ze op Hardee's korps. In de vroege ochtend van 16 maart werd het XX korps, onder leiding van generaal-majoor Alpheus S. Williams terug gedreven door een Zuidelijke aanval. De Noordelijken voerden, met de nodige versterkingen, een tegenaanval uit. Ze slaagden erin om door twee Zuidelijke linies te breken, maar werden gestopt door de derde linie. Ondertussen waren de eenheden van het Noordelijke XIV korps aangekomen op het slagveld. Hierop besliste Hardee van zijn troepen terug te trekken. Hardee's flank liep het gevaar om geflankeerd te worden door de grote vijandelijke troepensterkte.
Opnieuw waren de Zuidelijken er niet in geslaagd van het Noordelijke leger gedurende een langere tijd op te houden. De Zuidelijken konden zich de geleden verliezen ook eigenlijk niet veroorloven.

## Bron
- National Park Service - Averasborough